# FIFA Svjetsko klupsko prvenstvo 2018.
FIFA Svjetsko klupsko prvenstvo 2018. bilo je 15. izdanje Svjetskog klupskog prvenstva, međunarodnog nogometnog natjecanja pod organizacijom FIFA-e. Prvenstvo se igralo krajem 2018. godine u Ujedinjenim Arapskim Emiratima. U natjecanju se natjecalo šest kontinentalnih prvaka zajedno s prvakom UAE kao države domaćina.

## Izbor za domaćina
Proces prijava za domaćinstvo prvenstava 2017. i 2018. održan je kad i za domaćinstvo izdanja 2015. i 2016., s obzirom se domaćinstvo dodjeljuje na razdoblje od dvije godine; te je započeo u veljači 2014. Nogometni savezi zainteresirani za domaćinstvo trebali su predati zahtjev za kandidaturu do 30. ožujka 2014., te prezentirati dokumente s detaljima o domaćinsvu do 25. kolovoza 2014. FIFA-in Izvršni odbor najavio je odabir domaćina za prosinac 2014. u Maroku, ali je konačna odluka donesena tek na sastanku Izvršnog odbora 19. i 20. ožujka 2015.
Države zainteresirane za domaćinstvo prvenstva bile su:
- Brazil
- Indija[7]
- Japan
- Ujedinjeni Arapski Emirati

Ujedinjeni Arapski Emirati su 21. ožujka 2015. i službeno najavljeni kao domaćini FIFA Svjetskih klupskih prvenstava 2017. i 2018.

## Momčadi u natjecanju
- Napomena: Sljedeći se podaci temelje na tada trenutačnom formatu Svjetskog klupskog prvenstva.

| Momčad                 | Konfederacija  | Kvalificirani kao                        | Prijašnji nastupi |
| ---------------------- | -------------- | ---------------------------------------- | ----------------- |
| Momčadi u polufinalu   |                |                                          |                   |
| Nepoznata kratica »«   | CONMEBOL       | Pobjednik Copa Libertadoresa 2018.       |                   |
| Nepoznata kratica »«   | UEFA           | Pobjednik UEFA Lige prvaka 2017./18.     |                   |
| Momčadi u četvrtfinalu |                |                                          |                   |
| Nepoznata kratica »«   | AFC            | Pobjednik AFC Lige prvaka 2018.          |                   |
| Nepoznata kratica »«   | CAF            | Pobjednik CAF Lige prvaka 2018.          |                   |
| Nepoznata kratica »«   | CONCACAF       | Pobjednik CONCACAF Lige prvaka 2017./18. |                   |
| Momčadi u razigravanju |                |                                          |                   |
| Nepoznata kratica »«   | OFC            | Pobjednik OFC Lige prvaka 2017./18.      |                   |
|                        | AFC (domaćin)1 | Pobjednik prvenstva UAE 2017./18.        |                   |

1Ako neka momčad iz UAE osvoji AFC Ligu prvaka 2018., onda će najbolje plasirana momčad u AFC Ligi prvaka koja ne dolazi iz Emirata imati pravo sudjelovanja na Svjetskom klupskom prvenstvu.

## Vanjske poveznice
- Službena stranica